# Sal de Mohr
El sulfato de amonio y hierro (II) es un compuesto inorgánico de fórmula Fe(SO4)²(NH4)2 en su forma anhidra y Fe(SO4)²(NH4)2·6H2O en su forma hexahidratada, también conocido como sal de Mohr, es una sal doble. Este último nombre rinde homenaje al químico alemán Karl Friedrich Mohr, quien realizó importantes avances en el campo de las valoraciones químicas.
Se sintetiza a partir del sulfato de hierro (II) heptahidratado (FeSO4.7H2O) y sulfato de amonio en partes equivalentes. El rendimiento de esta reacción suele ser de un 90%. Es muy estable frente a la acción del oxígeno atmosférico sobre el ion ferroso, por lo que es muy utilizada en análisis volumétricos y en la preparación de patrones para medidas de paramagnetismo y también para valorante en análisis de suelos y agua en la agricultura. Cristaliza en forma hexahidratada en monoclínico. Solo existe en estado sólido y se forma por cristalización de la mezcla de los sulfatos correspondientes, debido a que esta es más insoluble que los sulfatos por separado. 
El sulfato ferroso amónico se presenta en forma de cristales monoclinicos de color verdoso, cuya densidad es de 1,813 g/mL.
Este compuesto es un tipo característico de Eschonitas, un tipo de sulfato doble formado por [M+]2 [M+2](SO4)2, donde M+ es un metal monovalente y M+2 es un metal divalente.
Su síntesis se realiza en medio ácido, de lo contrario el hierro se oxida a Fe3+ con el oxígeno del aire. Además se le añade un clavo para así estabilizar la especie Fe (II).
Algunas de sus aplicaciones están en la preparación de patrones para medidas de ferromagnetismo o como valorante en análisis de suelos y agua en agricultura